# 科尔巴拉 (上科西嘉省)
科尔巴拉（法語：Corbara，法語發音：[kɔʁbaʁa]）是法国上科西嘉省的一个市镇，属于卡尔维区。

## 地理
科尔巴拉（42°36'52"N, 8°54'24"E）面积10.19 平方千米，位于法国上科西嘉省，该省份位于科西嘉北部，后者为地中海西部的一座岛屿，也是法国的一个单一领土集体，位于法国大陆部分的东南面，意大利半島的西面，最临近的地块是撒丁岛。
与科尔巴拉接壤的市镇（或旧市镇、城区）包括：利勒鲁斯、皮尼亚。

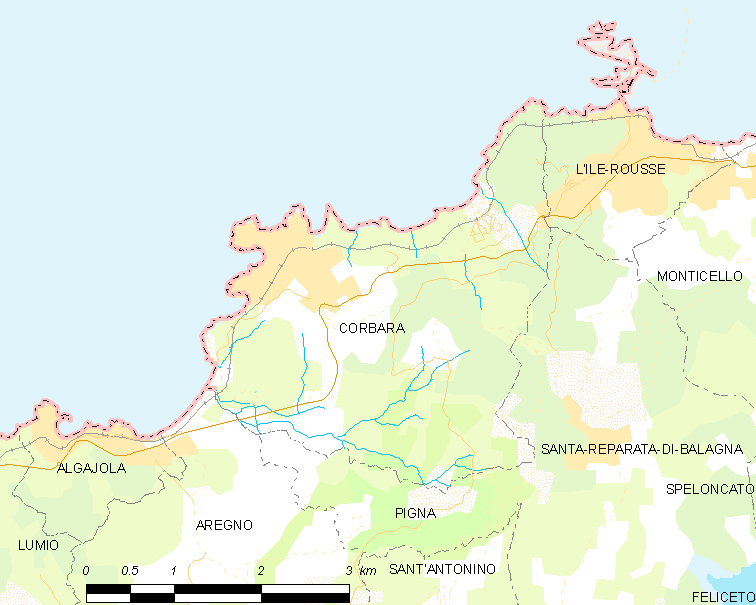
的OSM定位图

科尔巴拉的时区为UTC+01:00、UTC+02:00（夏令时）。

## 行政
科尔巴拉的邮政编码为20256、20220，INSEE市镇编码为2B093。

## 政治
科尔巴拉所属的省级选区为利勒鲁斯县。

## 人口

1962-2008年间人口变化图示

科尔巴拉于2022年1月1日时的人口数量为942人。